# 弗朗切斯科·达尼埃洛
弗朗切斯科·达尼埃洛（義大利語：Francesco D'Aniello，1969年3月21日—），意大利男子射击运动员。他曾代表意大利参加2008年和2012年夏季奥林匹克运动会射击比赛，获得一枚银牌。